# 鴨南蛮

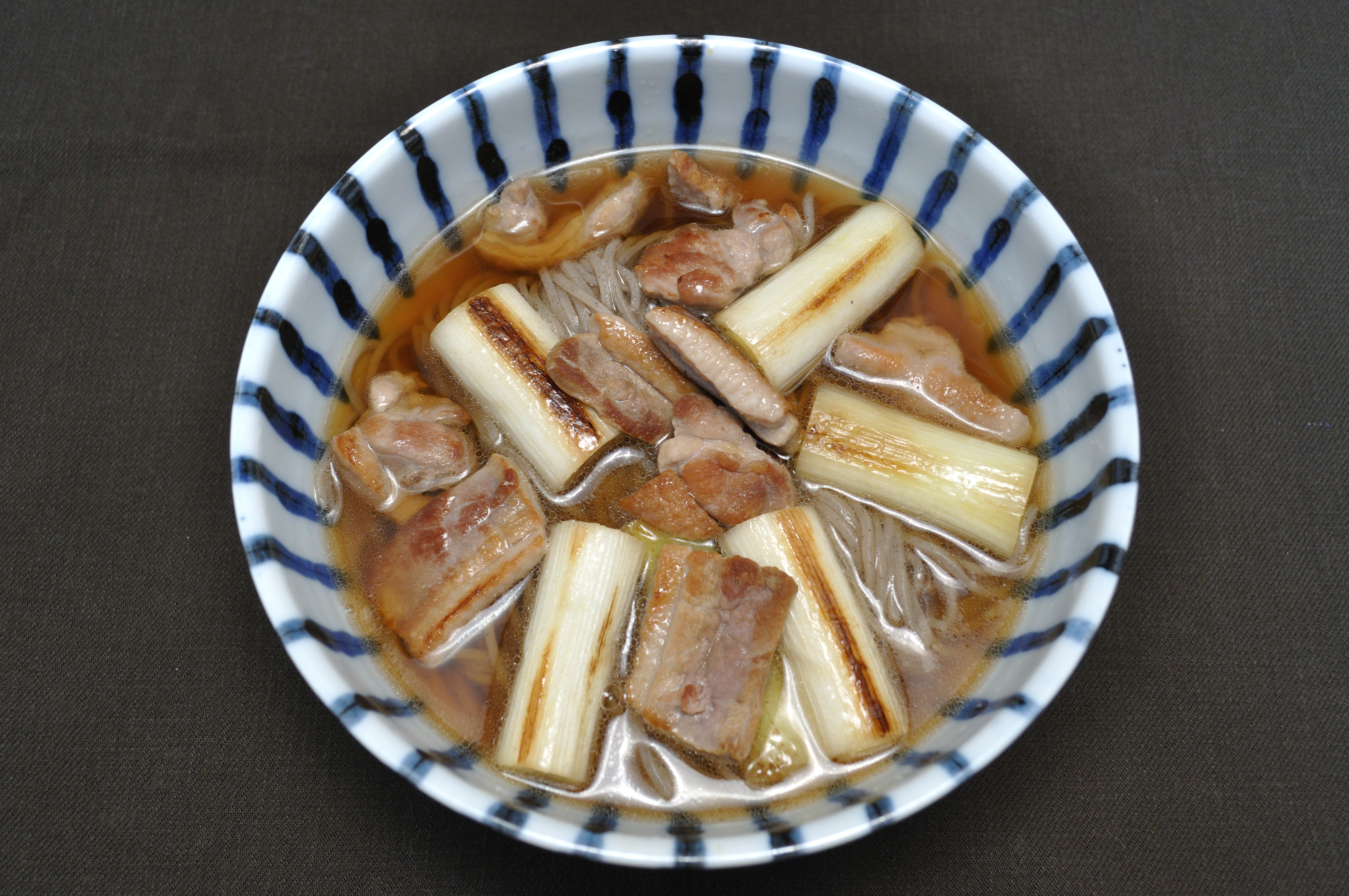
鴨南蛮の参考画像

鴨南蛮（かもなんばん、かもなんば）は、日本の麺料理。鴨肉とネギが入った熱い汁を掛けた季節蕎麦。
鴨肉の代用として鶏肉が使用されることもあり、その場合には「鶏南蛮」や「かしわ南蛮」と呼ばれることもある。単に「南蛮蕎麦」・「南蛮」と呼ぶ場合もあり、この「南蛮」は「ネギ」を表している。
蕎麦屋の定番としても認められている。

## 名前の由来

### 材料由来説
鴨とネギが具に使われることが語源であるとする説。唐辛子や南瓜などと並び、外来の食材である葱が「南蛮」と呼ばれていたからとするもの。
江戸時代に来日した南蛮人は、健康保持のために葱を好んで食べたともいわれている。

### 新しいものを意味する説
新しい料理であることが南蛮と呼ばれた由来とする説。国学者喜多村信節の『嬉遊笑覧』は、鴨南蛮について「昔より異風なるものを南蛮と云ふによれり」と述べている。

### 地名由来説
ネギが中国大陸から大阪に伝えられ全国に派生していった事や、現在の南海なんば駅周辺に東京ドーム10個分のネギ畑が、少なくとも明治時代には存在していたこと、一部地域では葱を”なんば”と呼んでいたこと等を論拠とする。

## 歴史
醤油と削り節をベースにした熱い汁で食べる「ぶっかけそば」が江戸時代中期に広まった。そこに鴨肉とネギを乗せて鴨南蛮の形にしたのは、日本橋馬喰町にあった「笹屋」とされる。一寸五分ほどのネギを縦に割って炒め、鴨肉を加えて煮たものを乗せたこの鴨南蛮は、当時の好みに合い繁盛したという。
幕末期の風俗に詳しい『守貞謾稿』にも、「鴨肉ト葱ヲ加フ、冬ヲ専トス」として鴨南蛮の紹介がある。
日本でアイガモが食べられるようになったのは明治末期であり、それまで鴨南蛮はもっぱらマガモであった。

## 材料
アイガモやマガモの肉を使う。天然のマガモは手に入りにくいため、たいていのそば屋は養殖ものを使っている。だしがよく出るもも肉、柔らかい胸肉（抱き身）が使われる。
大正時代には、鴨南蛮にウサギの肉が使われたこともあった。「吾輩は猫である」第八話には「鴨南蛮の材料が烏である如く、下宿屋の牛鍋が馬肉である如く」との表現もある。
ネギは、鴨と相性のよい長ネギを用いる。汁でさっと温めて乗せることもあるが、ごま油で炒めるか焼いて乗せるのが正式とされる。長さ5センチメートル程度の筒切りにすることが多い。
薬味として、唐辛子やユズが使われる。

## カップ麺
2003年、エースコックの大盛カップ麺「スーパーカップ」に、即席麺として初めて鴨南蛮が登場した。
2009年には、日清食品の「どん兵衛」に、鴨だしそばが登場した。

## 関連する料理

### 鴨ぬき

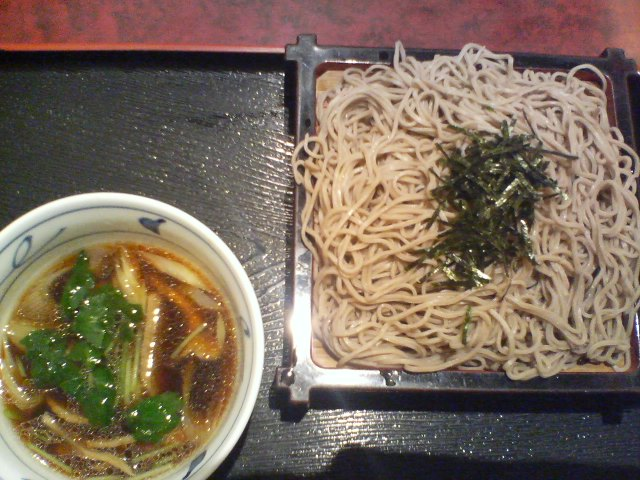
鴨せいろ

鴨南蛮からそばを抜いたもの。酒の肴として楽しむ（天ぬきも参照のこと）。合鴨の香りはそのおいしさを特徴づけるものであり、鴨をあぶった香味、だしのうまみ、鴨肉の上品な脂が合うことで酒が進む。

### 鴨せいろ
冷たいそばを、鴨肉とネギの入った温かいつけ汁で食べる。「鴨ぜいろ」、「鴨せいろう」とも。1935年に元祖鴨南ばんで着想されたとも、1963年に銀座長寿庵で着想されたともいう。

### 鴨南蛮うどん
温かいうどんに鴨肉とネギを乗せる。

### 鴨のにうめん
鴨肉入りの温かい素麺。弘化3年（1847年）に奈良奉行だった川路聖謨が与力たちに振る舞ったと日記『寧府紀事』に記している。

### 鳥南蛮／鶏南蛮
鴨肉の代わりに鶏肉を使った同様のそば料理。「かしわ南蛮」とも。永井荷風は、浅草尾張屋でこれを毎日のように同じ席で食べていた。

食材や味付けが類似するものとして鴨鍋があるが、こちらは江戸時代には葱ではなく芹が用いられていた。鴨と葱の鍋は比較的新しく広まったものである。